# 23851 Роттман-Янґ
23851 Роттман-Янґ (23851 Rottman-Yang) — астероїд головного поясу, відкритий 14 вересня 1998 року.
Тіссеранів параметр щодо Юпітера — 3,509.